# مسجد جامع کبیر جنه
مسجد جامع جنه (فرانسوی: Grande mosquée de Djenné‎ عربی: الجامع الکبیر فی جینیه) ساختمانی بزرگ ساخته شده از بانکو یا خشت خام است که توسط بسیاری از معماران به عنوان یکی از بزرگترین دستاوردهای سبک معماری سودانی-ساحلی شناخته می‌شود. این مسجد واقع در شهر جنه در مالی، در مسیل رودخانه بانی است. مسجد اولیه در قرن ۱۳ میلادی ساخته شده بود اما ساختار فعلی آن متعلق به سال ۱۹۰۷ میلادی است. این مسجد علاوه بر این مرکز اجتماعی شهر جنه است، یکی از معروف‌ترین نشانه‌ها در آفریقا است. همراه با «بافت تاریخی جنه»، این مسجد به عنوان یک سایت میراث جهانی توسط یونسکو در سال ۱۹۸۸ برگزیده شد.